# Egipan
Egipan (in greco antico Αἰγίπαν, Aegipan) era una divinità della religione e della mitologia greca, alcune volte considerato un aspetto del dio Pan, altre volte come una divinità distinta.

## Mitologia
Secondo Igino era figlio di Zeus (alcune fonti dicono di Apollo) e di Ega (chiamata anche Betea o Beroe), e fu trasferito nelle stelle. Altri ancora fanno di Egipan il padre di Pan. Sia Pan che Egipan erano in genere rappresentati come uomini con i piedi caprini, simili a un satiro, o ancora come metà capre e metà pesci. Nell'arte greca, Egipan è quindi spesso raffigurato come un capricorno, la mitica creatura rappresentata nella costellazione del Capricorno.
Quando Zeus nella sua lotta con i Titani fu privato dei tendini delle sue mani e dei suoi piedi, Ermes ed Egipan glieli restituirono segretamente e li sistemarono al loro posto.
Secondo una tradizione romana citata da Plutarco, Egipan era nato dai rapporti incestuosi di Valeria di Tuscolo e suo padre Valerio, ed era considerato solo un nome diverso per il dio Silvano.

## Letteratura successiva
In seguito i termini "Egipan" o "Egipani" furono usati per descrivere una razza di uomini selvaggi simili a satiri che si dice risiedessero in Libia. Questa rappresentazione è stata continuata nei bestiari medievali dove il termine veniva talvolta usato per descrivere creature scimmiesche o bestiali. Un riferimento agli egipani come specie appare anche ne La caduta della casa degli Usher di Edgar Allan Poe.